# پارک ملی هاکوسان
پارک ملی هاکوسان (به لاتین: Hakusan National Park) یک پارک ملی و منطقهٔ مسکونی در ژاپن است که در Chūbu region, Honshū, Japan واقع شده‌است.